# Linha 3 (Metro de Barcelona)
A Linha 3 também designada como linha verde do Metrô de Barcelona é uma linha ferroviária metropolitana subterrânea que atende a população da cidade de Barcelona. É a linha de metrô mais antiga, inaugurada em 1924 e batizada de Gran Metro, ligando as estações da Catalunha e Lesseps, sob a gestão da empresa Gran Metropolità de Barcelona até a fusão com a Ferrocarril Metropolità de Barcelona.
Atualmente, conecta as estações Zona Universitària e Trinitat Nova, em uma via subterrânea de via dupla. As garagens estão localizadas em Sant Genís (Vall d'Hebron). Os antigos depósitos de Lesseps foram desativados e tinham a particularidade de quando de carregamento de navios, subir e baixar os vagões ferroviários com elevador. Possui 18,4 quilômetros de extensão e vinte e seis estações.

## História
É a linha de metrô mais antiga da cidade, inaugurada em 1924 quando recebeu o nome de Gran Metro. Na época ligava as estações da Catalunya e Lesseps, sob a gestão da empresa Gran Metropolità de Barcelona até a sua fusão com a Ferrocarril Metropolità de Barcelona.

### Cronologia
- 1908: A Câmara Municipal de Barcelona realiza obras na Via Laietana, construção de túneis para uma futura linha ferroviária metropolitana.
- 1921: É formada a empresa Gran Metropolità de Barcelona S.A.. (GMB).
- 1924: Inaugurada a Linha I do Gran Metro (atual L3).
- 1925: A linha é estendida ao Liceu.
- 1926: Inaugurada a Linha II do GMB, ramal da Via Laietana entre Aragón (atual Passeig de Gràcia) e Jaume I.
- 1934: A linha II é estendida aos Correios.
- 1946: A linha é estendida de Liceu a Ferran.
- 1952: A Câmara Municipal de Barcelona aprova a municipalização de todas as empresas de transporte público da cidade.
- 1961: A Gran Metropolità de Barcelona é absorvida pela Ferrocarril Metropolità de Barcelona e as duas linhas GMB são renomeadas para linha III.
- 1966: O Plano de Metro de 1966 propõe a criação de uma linha IV circular, segregando o ramal da Via Laietana da linha III desde a bifurcação de Aragão, na estação Passeig de Gràcia, até aos Correios, como início desta.
- 1968: Fecha a estação de Ferran e abre Drassanes.
- 1970: A linha é ampliada com uma estação, Pueblo Seco, agora chamada Paralela.
- 1972: Em 20 de março, a estação dos Correios é encerrada definitivamente e em 4 de abril o trecho entre Urquinaona e Jaume I é encerrado por obras de adaptação, não pertencendo mais à linha III.
- 1975: A linha III-B é aberta de Paral·lel (Pueblo Seco) para a Zona Universitària.
- 1982: As linhas III e III-B são mescladas e renomeadas como L3.
- 1985: A linha para Montbau é estendida.
- 2001: A linha é estendida para Canyelles.
- 2002: A alimentação da terceira faixa é substituída por um sistema de catenária rígido.
- 2008: A linha 3 chega a Trinidad Nova onde se conecta com a L4 e a L11.
- 2013: Morre Ramon Julibert i Torras, que por 50 anos cantou ópera em algumas estações de metrô desta linha, da qual centenas de pessoas se lembraram nas redes sociais.[3]

## Atualidade
A Linha 3 é uma linha operada pela Ferrocarril Metropolità de Barcelona sob a marca de Transports Metropolitans de Barcelona (TMB).
Atualmente liga as estações Zona Universitària e Trinitat Nova, em uma via subterrânea de mão dupla. As oficinas de manutenção e o pátio de estacionamento das composições estão localizados em Sant Genís no bairro de La Vall d'Hebron. A linha tem 18,4 quilômetros de extensão e atende a 26 estações.
Em horário de maior movimento circulam 18 trens ao mesmo tempo. Em 2019 foram feitas um total de 86 milhões de viagens, tornando a linha a terceira em número de viagens atrás das Linha 1 e Linha 5. No mesmo ano as composições percorreram 15,6 milhões de Km.

## Material circulante
Na linha circulam trens das séries 2000R, 3000R e 5000 que substituíram os trens das séries 300 e 1100.

## Estações
| Estações                               | Data inauguração | Interligação outras Linhas do Metro | Interligação outros meios de transportes | Observações |
| -------------------------------------- | ---------------- | ----------------------------------- | ---------------------------------------- | --- |
| Zona Universitària                     | 1975             |                                     |                                          | |
| Palau Reial                            | 1975             |                                     |                                          | |
| Maria Cristina                         | 1975             |                                     |                                          | |
| Les Corts                              | 1975             |                                     |                                          | |
| Plaça del Centre                       | 1975             |                                     |                                          | |
| Sants Estació                          | 1975             |                                     |                                          | |
| Tarragona                              | 1975             |                                     |                                          | |
| Plaça d'Espanya                        | 1975             |                                     |                                          | |
| Poble Sec                              | 1975             |                                     |                                          | |
| Paral·lel                              | 1970             |                                     |                                          | |
| Drassanes                              | 1968             |                                     | enllaç=Port de Barcelona                 | |
| Liceu                                  | 1925             |                                     |                                          | |
| Catalunya                              | 1924             |                                     |                                          | |
| Passeig de Gràcia                      | 1924             |                                     |                                          | |
| Diagonal-Provença                      | 1924             |                                     |                                          | |
| Fontana                                | 1925             |                                     |                                          | |
| Lesseps                                | 1924             |                                     |                                          | |
| Vallcarca                              | 1985             |                                     |                                          | |
| Penitents                              | 1985             |                                     |                                          | |
| Vall d'Hebron                          | 1985             |                                     |                                          | |
| Montbau                                | 1985             |                                     |                                          | |
| Mundet                                 | 2001             |                                     |                                          | |
| Valldaura                              | 2001             |                                     |                                          | |
| Canyelles                              | 2001             |                                     |                                          | |
| Roquetes                               | 2008             |                                     |                                          | |
| Trinitat Nova                          | 2008             |                                     |                                          | |
| Novas estações                         |                  |                                     |                                          | |
| Trinitat Vella                         |                  |                                     |                                          | Em operação atendendo a linha 1. |
| Finestrelles - Sant Joan de Déu        |                  |                                     |                                          | Distrito de Finestrelles d'Esplugues de Llobregat, próximo ao Hospital de Sant Joan de Déu. |
| Estação Pont d'Esplugues               |                  |                                     |                                          | Localizado na Praça da Câmara Municipal. Correspondência com a Trambaix. |
| Estação Sant Just Centre               |                  |                                     |                                          | Cruzamento entre Carrer Major e La Rambla, em Sant Just Desvern. |
| Estação Hospital Sant Joan Despí - TV3 |                  |                                     |                                          | Junto ao Hospital Regional de Sant Joan Despí. Correspondência com a Trambaix. |
| Estação Centre Miquel Martí i Pol      |                  |                                     |                                          | Correspondência com a Trambaix. |
| Estação Sant Joan Despí                |                  |                                     |                                          | Correspondência com Rodalia de Barcelona. |
| Estação Torreblanca                    |                  |                                     |                                          | Correspondência com a Trambaix em Sant Just Desvern. |
| Estação Sant Feliu - Consell Comarcal  |                  |                                     |                                          | Correspondência com a Trambaix em Sant Just Desvern. |
| Estação Sant Feliu de Llobregat        |                  |                                     |                                          | Correspondência com Rodalia de Barcelona. |
| Estações desativadas                   |                  |                                     |                                          | |
| Estação Banc                           |                  |                                     |                                          | Construída em 1911, nunca chegou a ser utilizada. |
| Estação Correos                        | 1934-1972        |                                     |                                          | A estação foi terminal de linha quando Gran Metro de Barcelona foi estendido de Jaume I aos Correios e desativada para permitir a extensão da linha até Barceloneta da Linha 4 (trecho inaugurado em 1976). |
| Estação de Ferran                      | 1946-1968        |                                     |                                          | Estació de Ferran parou de funcionar em 1 de março de 1968, após estar em operação por 22 anos. |

## Expansão
A proposta a extensão da estação de Trinitat Nova até a estação Trinitat Vella interligando neste local com a Linha 1, foi prevista no Plano Diretor de Infraestrutura da Autoridade de Transporte Metropolitano de 2001-2010 e reafirmada no plano de 2009-2018. O PDI 2009-2018 inclui a mesma ação acrescida da extensão da linha com mais nove estações da Zona Universitària à estação suburbana no município de Sant Feliu de Llobregat.